# Ружиці-Журавенець
Ружиці-Журавенець (пол. Różyce-Żurawieniec) — село в Польщі, у гміні Коцежев-Полудньовий Ловицького повіту Лодзинського воєводства.
У 1975-1998 роках село належало до Скерневицького воєводства.